# 튜블러 벨

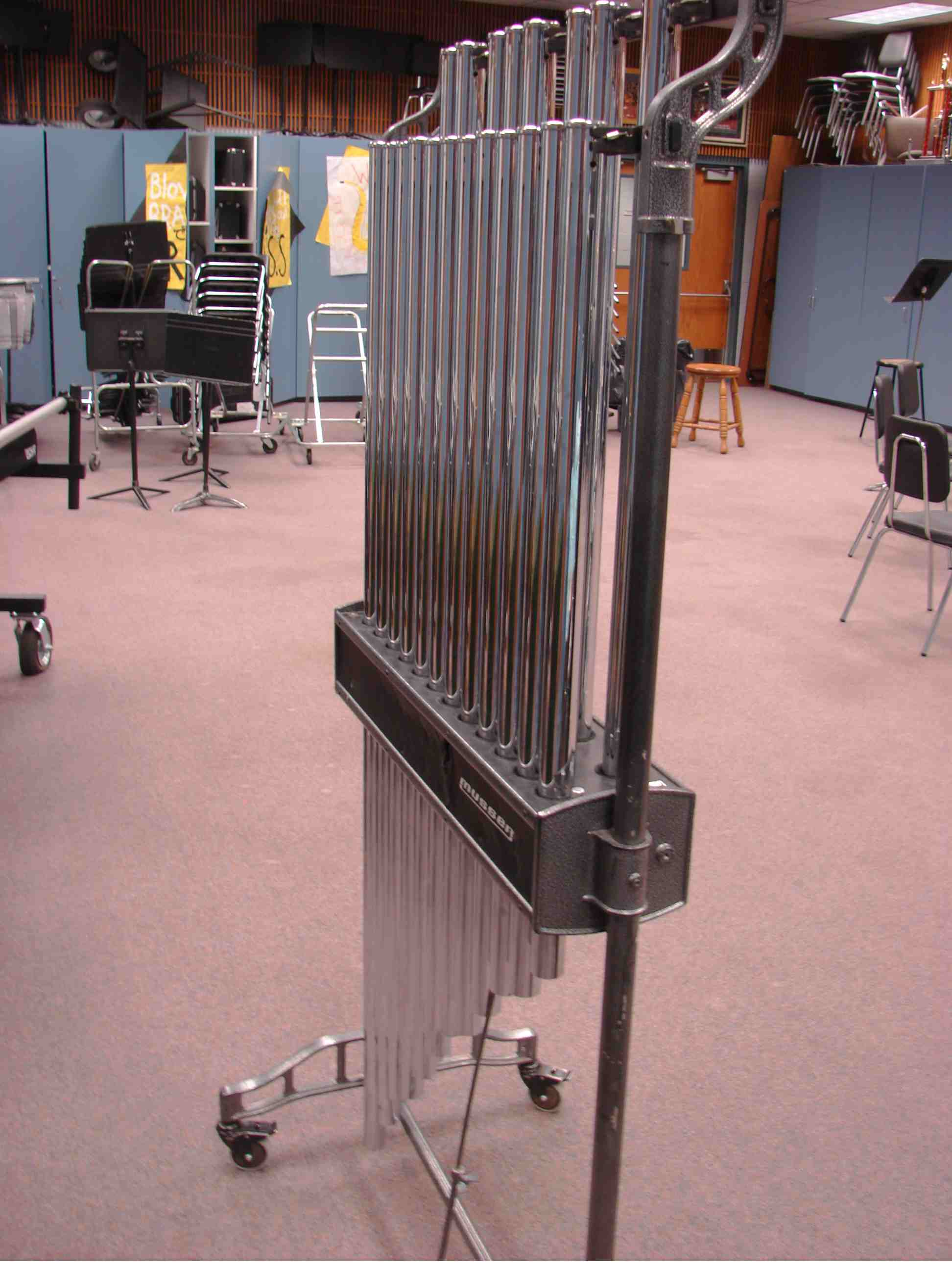

튜불러 벨(tubular bells, 차임)은 퍼커션에 속하는 악기로 여러개의 철로 된 튜브로 이루어져있고 여타의 원통형 악기에 비해 훨씬 맑은소리를 낸다.
튜불러 벨의 각 벨은 튜브는 직경이 30-38mm이고 그 길이변화에 따라 음고가 달라진다. 많은 전문적인 악기들이 음고가 G5까지 가는반면 이 악기의 표준 음역은 C4-F5이다.
튜블러 벨들은 사용방법에 따라 가죽채찍이나 플라스틱 해머로 연주기도하며 연주될때의 소리를 더 오래 유지시키기 위해 페달이 부착되어 있는 경우도 있다. 때로 더 크고 높은 소리를 내기위한 방법으로, 튜브의 아래쪽을 활로 연주하는 방법도 있다.
튜블러벨은 “Carol of the Bells"라는 곡과 Mike Oldfiled의 앨범 Tubular Bells그리고 최근에 영화 The Exorcist의 오프닝 테마로 사용되면서 서양문화에서는 아주 대중적으로 유명하다.
또 오케스트라안에서도 일부분으로 많이 사용되어 대부분의 작곡가들은 자신의 곡 퍼커션부분에 차임 부분을 넣는다. 아주 가끔 멜로디를 담당할때도 있지만 대부분 간단한 저음을 담당한다. 투블러 벨에선 4,5,6의 음계가 첫소리를 결정하고 92:112:132비율의 진동수를 갖는다. 이 진동수는 사람들의 귀에는 2:3:4의 비율과 거의 흡사하게 들려서 아주 화음이 조화롭게 들린다.
튜블러 벨은 스튜디오 차임이란 더 작고 더 싼 악기로 대체될 때가 많다. 이 스튜디옴 차임이란 악기는 튜블러 벨과 흡사하게 생겼지만, 각 벨들의 직경이 튜블러벨에 비해 더 작다.

## 콘텐츠

### 대중음악
a. The Flaming Lips의 2002 앨범 "Do You Realize??"에서 두드러지게 사용되었다.
b. 애니메이션 시리즈 Futurama의 테마곡은 튜블러 벨로 연주되었다.
c. 1980년대 Sesame shtreet의 엔딩크레딧에서도 튜블러 벨이 아주 두드러지게 연주된다.
d. The Smashing Pumpkins의 1994년 곡"Disarm"도 음산한분위기를 만들기위해 튜블러벨을 사용하였다.

### 교회의 종
코펜하겐의 성 알벤의 성공회교회에서 튜블러벨을 교회종으로 사용하기도 하였다.

## 같이 보기
- 풍경 (악기)